# ثيو فـان دويفينبودي
ثيو فـان دويفينبودي (بالهولندية: Theo van Duivenbode)‏ هو لاعب كرة قدم هولندي في مركز ظهير ‏، ولد في 1 نوفمبر 1943 في أمستردام في هولندا. شارك مع منتخب هولندا لكرة القدم. أما مع النوادي، فقد لعب مع أياكس أمستردام وفاينورد ونادي هارلم.

## وصلات خارجية
- ثيو فـان دويفينبودي على موقع الاتحاد الأوربي (الإنجليزية)
- ثيو فـان دويفينبودي على موقع قاعدة بيانات كرة القدم.إي يو (الإنجليزية)
- ثيو فـان دويفينبودي على موقع ناشيونال فوتبول تيمز (الإنجليزية)
- ثيو فـان دويفينبودي على موقع عالم كرة القدم.نت (الإنجليزية)